# Renate Lingor
Renate Lingor, född 11 oktober 1975 i Karlsruhe, är en tysk fotbollsspelare. Hon har tagit OS-brons med det tyska damlaget i Sydney 2000, 
Aten 2004 och Peking 2008.

## Klubbnivå
Lingor började som 14-åring i SC Klinge Seckach i den tyska ligan där hon spelade fram till 1997 när hon gick över till 1. FFC Frankfurt. Lingor spelar huvudsakligen som central mittfälltare.

## Landslagsnivå
Lingors första landskamp var 1995 hon har varit med i det tyska lag som vann VM 2003 och som blev vann EM både 2001 och 2005.